# Městské muzeum a galerie Hořice
Městské muzeum a galerie Hořice je městské muzeum sídlící v Hořicích (Hořice v Podkrkonoší) v novorenesanční budově na náměstí Jiřího z Poděbrad.
Městské muzeum a galerie Hořice je organizační složkou města Hořice a spravuje tato zařízení:
- Městské muzeum
- Galerie plastik
- Museum Czech Road Racing[3]
- Masarykova věž samostatnosti

Muzeum ve svých depozitářích uchovává historické, prehistorické, národopisné a umělecké sbírky. V muzeu se pořádají tematické výstavy, konference, semináře, přednášky a jiné kulturní akce.

## Historie muzea
Muzeum bylo založeno v roce 1887 díky úsilí skupiny milovníků starých památek pod vedením Františka Pokorného (účetního Občanské záložny). Vzniklo tehdy pod názvem Archeologický a muzejní spolek a prvními uchovávanými předměty byly dary obyvatel města a později se do sbírky přidaly také památky darované městem. Ze začátku byly prostory pro uchovávání sběratelských předmětů velmi omezené a proto byly částečně archivovány ve vybraných hořických domácnostech. Až v roce 1903 se podařilo Františkovi Pokornému zajistit nové prostory pro uchování exponátů v nově postavené škole Na Daliborce, kde bylo možné uskladnit až 4000 inventárně podchycených památek.
Po smrti Františka Pokorného v roce 1904 nastoupil na jeho místo Jan Kyselo (odborný učitel a jednatel), na jehož pokyn byla zařízena stálá výstavní síň v nové školní budově Na Habru, ve které se konala osvětová činnost ve formě výstav s různou tematikou.
Ve stejném roce převzalo organizaci těchto výstav Podkrkonošské průmyslové muzeum v Hořicích, které vzniklo jako zvláštní odbor Archeologického a muzejního spolku a v roce 1906 se dokonce osamostatnilo. Hlavním sídlem Podkrkonošského průmyslového muzea byla odborná škola sochařsko-kamenická. V této budově byla zřízena musejní knihovna a čítárna s národohospodářskými a odbornými knihami a časopisy (včetně zahraničních periodik) a pořádaly se zde také kurzy kreslení, modelování, tkaní apod.
Zatímco Podkrkonošské průmyslové muzeum plnilo poslání zaměřené na estetickou výchovu široké veřejnosti, Archeologický a muzejní spolek vytrvale pokračoval ve sběratelské a archeologicko-badatelské činnosti.
V 30. letech bylo zaměření muzea zúženo a v roce 1937 přejmenováno na Vlastivědné muzeum okresu hořického.
V roce 1942 získal okresní hejtman Dr. František Šrámek pro muzeum reprezentativní budovu (pískovcová budova z roku 1877) na hořickém náměstí (nyní náměstí Jiřího z Poděbrad), která dříve sloužila jako sídlo okresní správy, pošty a pojišťovny a kde mohly být bohaté sbírky uloženy pod jednu střechu. V roce 1946 byly do Vlastivědného muzea okresu hořického převedeny sbírky zaniklého Podkrkonošského průmyslového muzeu, čímž byla obnovena původní jednota muzejní činnosti.
Dalším přelomovým obdobím v dějinách hořického muzejnictví jsou léta 1967–68, kdy k zadní části budovy muzea byla přistavěna Štorchova síň, financovaná z výtěžku autorských honorářů děl Eduarda Štorcha (1878–1956), které známý spisovatel románů z pravěku a rodák z nedaleké Ostroměře odkázal hořickému muzeu.

## Výstavní prostory

#### Expozice v přízemí
Výstavní prostor v přízemí budovy přibližuje historii těžby pískovce a jeho zpracování. Expozice je věnovaná geologii a pravěkým kamenným nástrojům, které lze spojit s těžbou a zpracováním pískovce v Hořicích.

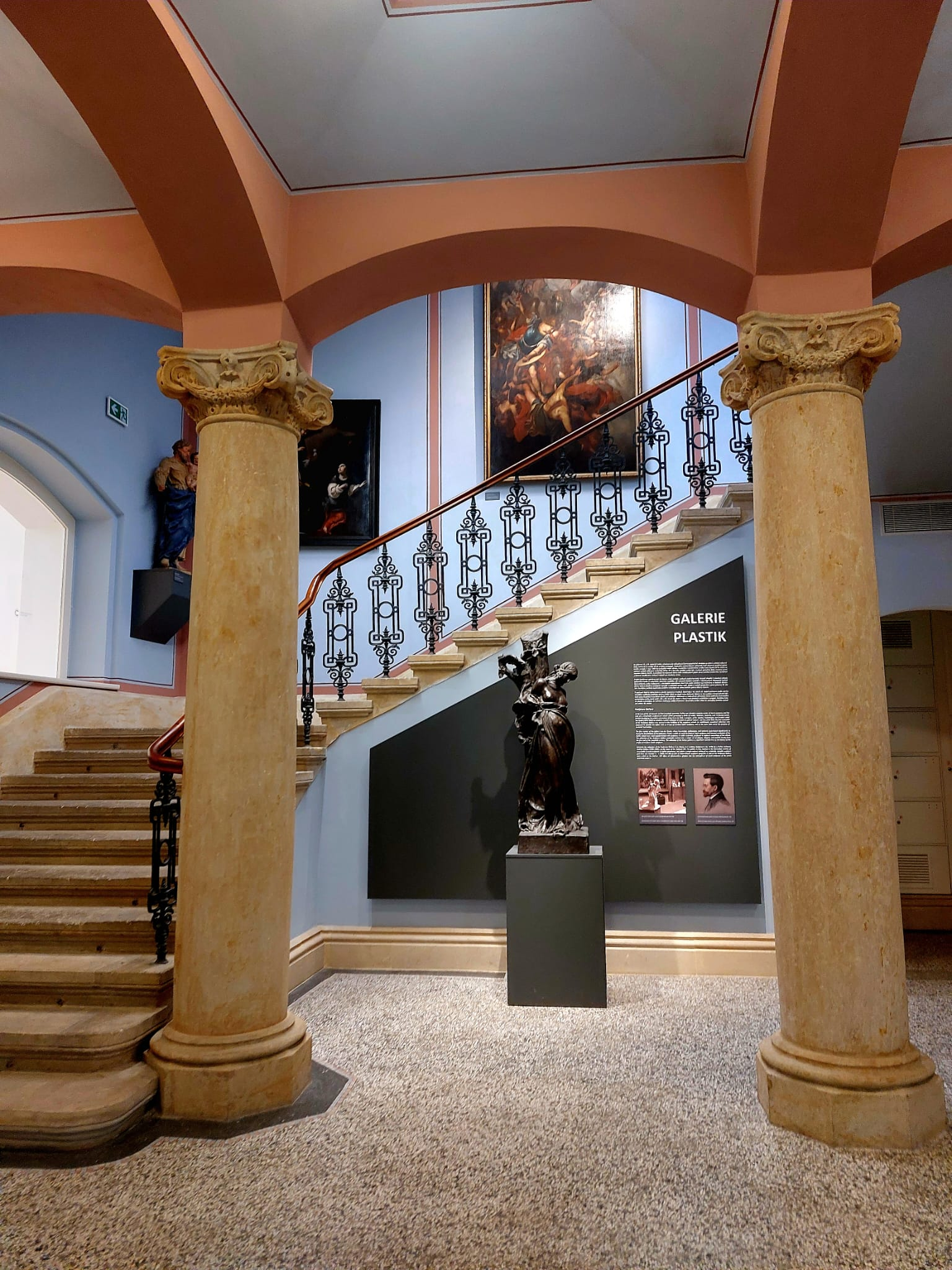
Sloupová síň

#### Sloupová síň
Sloupová síň se schodištěm tvoří centrální prostor budovy. V této oblasti jsou vystaveny nově restaurované obrazy a sochy, které pocházejí z muzejního depozitáře.

#### Štorchova síň
Štorchova síň se nachází v přízemí. Byla k budově dostavěna v letech 1967–1968. Tato místnost slouží jako výstavní prostor, ale je rovněž využívána jako koncertní sál.

#### Místnost v 1. poschodí
Expozice zobrazuje vývoj sochařské a kamenické tvorby od konce 19. století. Prezentovány jsou plastiky z pomníkové tvorby, architektury a náhrobního sochařství spojeného s Hořicemi. Dále je zde zdokumentován vznik a vývoj hořické kamenické školy, která byla založena v roce 1884.

#### Multimediální sál
Slouží k pořádání konferencí, seminářů, přednášek a dalších kulturních akcí.

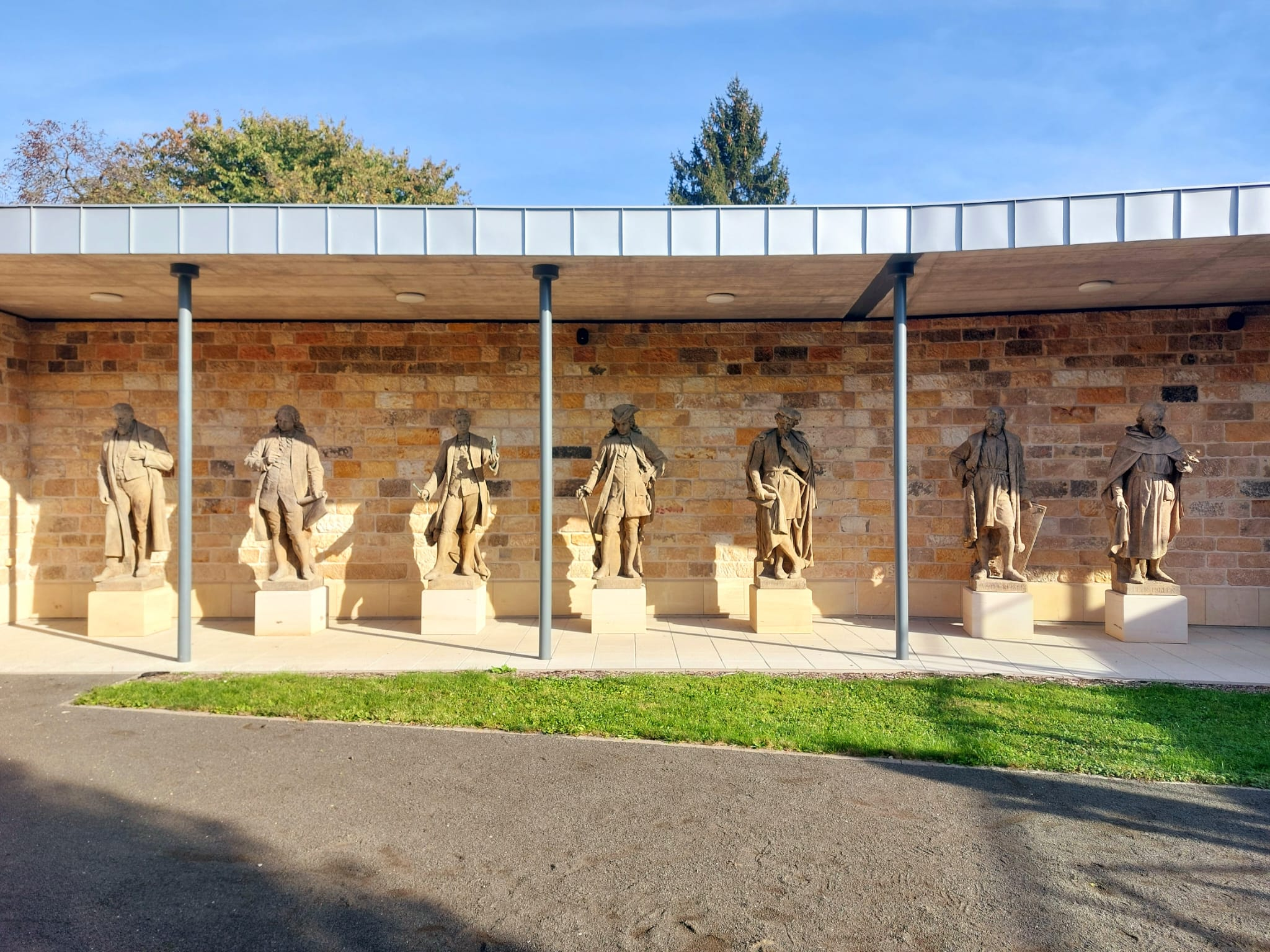
Venkovní atrium

#### Venkovní atrium
Atrium se schodištěm a terasou slouží k pořádání kulturních akcí za příznivého počasí. Pod zastřešeným prostorem jsou vystavena významná sochařská díla.

## Budova muzea
Muzeum sídlí v novorenesanční budově s osově souměrnou pískovcovou fasádou, kterou na náměstí Jiřího z Poděbrad nechal postavit podnikatel Václav Tomášek, podle návrhu stavitele Františka Karažeje.

### Historie
Na místě novorenesanční budovy dříve stávaly dva dřevěné domky, které v roce 1870 shořely. Pozemek potom koupil podnikatel Václav Tomášek, který zde podle návrhů stavitele Františka Karažeje nechal postavit novou budovu, která byla dokončena v roce 1876. Václav Tomášek v roce 1883 přišel o všechno své mění, včetně nově postavené budovy.
Budova potom mnohokrát změnila svého majitele a s ním i využití. V období od 1885 do 1905 byla v domě umístěna pošta a okresní hospodářská záložna, která tam vydržela do roku 1927. V roce 1905 se zaměření rozšířilo umístěním zasedací síně do budovy, a tím budova získala pojmenování Okresní dům. Od roku 1942 slouží budova jako sídlo městského muzea a shromažďuje cenné sbírky na jednom místě.
V letech 1967–1968, byla k budově přistavěna Štorchova síň, která slouží jako výstavní prostor. Síň je pojmenovaná po Eduardu Štorchovi, díky kterému bylo možné síň vybudovat. (Eduard Štorch odkázal muzeu autorské honoráře svých děl, z jejichž výdělků se financovala výstavba.)
V období od 2017 do 2019 proběhla rozsáhlá rekonstrukce celé budovy muzea.

## Stálá expozice

### Od kamene k soše: Kamenosochařská tradice v Hořicích

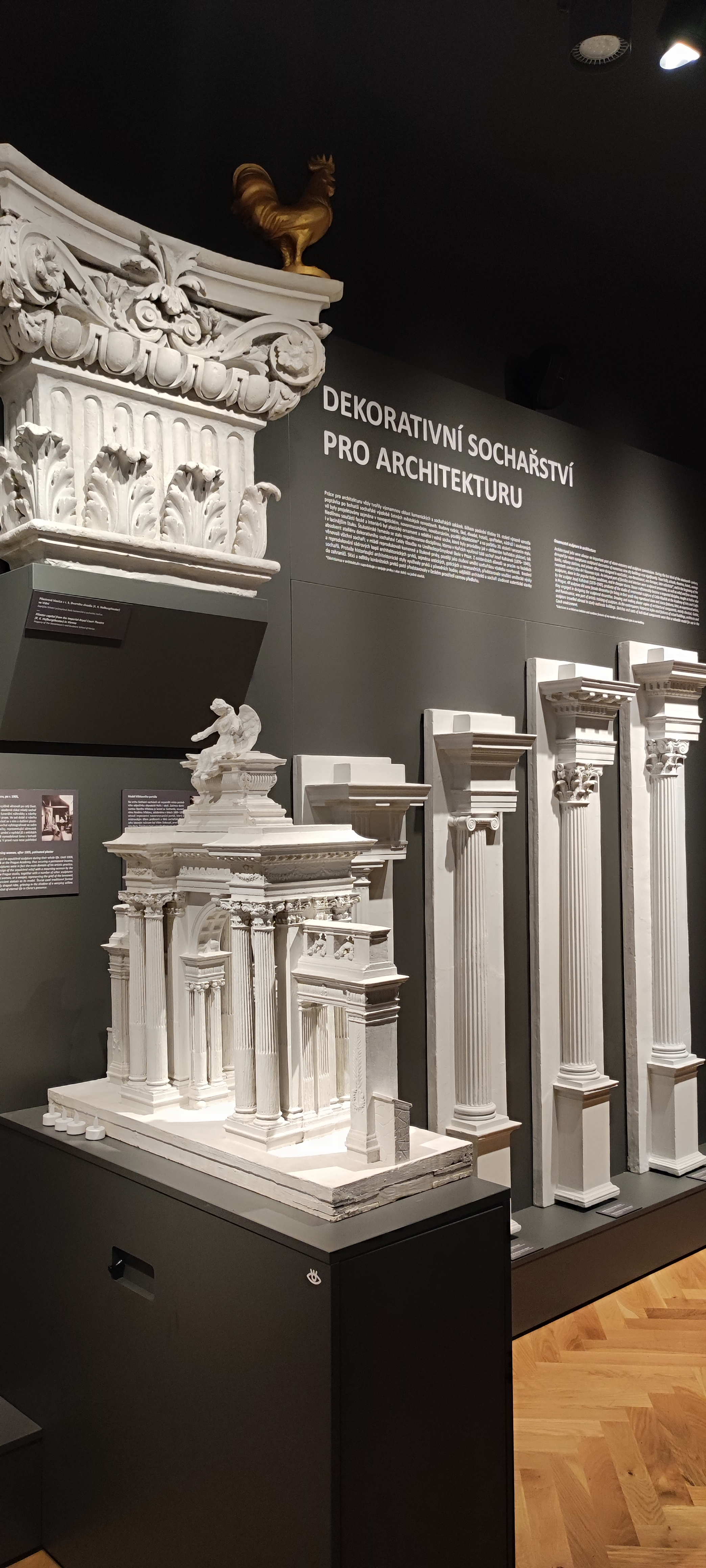
Výstavní místnost v 1. poschodí

Stálá expozice hořického muzea se věnuje kamenosochařské tradici v Hořicích a okolí.
Výstavní prostor v přízemí představuje historii těžby pískovce v daném regionu a jeho řemeslné zpracování. První část expozice se věnuje geologii a použití pískovce pro výrobu pravěkých kamenných nástrojů. Druhá část expozice se zabývá pískovcem a jeho rolí v architektuře, v umění a cechovních řemeslech. Jsou zde vystaveny artefakty z 16. až 19. století související s Hořicemi a jejich nejbližším okolím.
Expozice v prvním patře představuje kamenosochařská díla umělců z Hořic a okolí. Nejčastěji se jedná o pedagogy a absolventy zdejší kamenické a sochařské školy. Expozice uvádí a popisuje postup sochařovi práce z hlediska reprodukčních technik a přenosu plastiky z modelové do finální materiálové podoby a představuje různé druhy plastik. Expozici doplňují sochy, busty a obrazy ve sloupové síni, na schodišti a na chodbách muzea. Jedním z významných exponátů je i sádrová plastika Šárka známého českého sochaře Quido Kociana umístěná ve sloupové síni.

## Sbírky
Sbírka muzea se skládá z několika dalších podsbírek:
- Archeologická

- Podsbírka obsahuje artefakty z východního okresu Jičín a pokrývá období od staršího paleolitu po středověk. Sbírka byla založena v osmdesátých letech 19. století Archeologickým a muzejním spolkem.
- Historická

- Podsbírka byla budovaná od osmdesátých let 19. století z darů podporovatelů muzea. Obsahuje předměty z pozůstalostí hořických sběratelů a osobností jako Jan Kyselo a Eduard Štorch. Zahrnuje archivní dokumenty, fotografie a umělecko-průmyslové předměty. Je největší součástí sbírkového fondu muzea.
- Knihy

- Podsbírka knih, která se zaměřuje na publikace od autorů a ilustrátorů z tohoto regionu a na tituly vydané či vytištěné v Hořicích. Významnými autory zastoupenými v této sbírce jsou Karel Vik, Karel Jaromír Erben, Eduard Štorch a Alois Jilemnický.
- Šafránkova kronika je jedním z nejcennějších exponátů sbírky.
- Militaria

- Sbírka militarií zahrnuje zbraně a výstroj z 19. a první poloviny 20. století, včetně předmětů z prusko-rakouské války 1866.
- Numizmatická

- Podsbírka zahrnuje české mince sahající až do středověku.
- Výtvarného umění

- Podsbírka výtvarného umění zahrnuje artefakty převážně z konce 19. století a z prvních dekád 20. století. Mezi novějšími přírůstky jsou ilustrace Zdeňka Buriana pro knihy Eduarda Štorcha.

## Návštěvnost
| Rok  | Celková návštěvnost | Městské muzeum (expozice a výstavy) | Galerie plastik | Museum Czech Road Racing | Masarykova věž samostatnosti | Poznámka                                                    |
| ---- | ------------------- | ----------------------------------- | --------------- | ------------------------ | ---------------------------- | ----------------------------------------------------------- |
| 2010 | 12 587              |                                     |                 |                          |                              |                                                             |
| 2011 | 14 122              |                                     |                 |                          |                              |                                                             |
| 2012 | 6 370               |                                     |                 |                          |                              |                                                             |
| 2013 | 11 472              |                                     |                 |                          |                              |                                                             |
| 2014 | 6 051               | 2 017                               | 1 175           |                          | 2 859                        |                                                             |
| 2015 | 5 705               | 2 168                               | 615             |                          | 2 922                        |                                                             |
| 2016 | 10 089              | 7 518                               | 1 107           |                          | 2 464                        |                                                             |
| 2017 | 6 019               | 650                                 | 2 145           |                          | 3 224                        | stěhování muzea                                             |
| 2018 | 10 359              | 2 227                               | 5 330           |                          | 2 802                        |                                                             |
| 2019 | 14 427              | 5 873 / 6 198                       | 2 931 / 3 012   | 3 119                    | 2 504                        | první dva měsíce po znovuotevření bylo muzeum bez vstupného |
| 2020 | 14 423              | 4 209                               | 1 723           | 4 750                    | 3 741                        | covid-19                                                    |
| 2021 | 10 081              | 2 194                               | 524             | 2 453                    | 4 910                        | covid-19                                                    |
| 2022 | 12 758              | 4 732                               | 1 303           | 3 456                    | 3 267                        |                                                             |
| 2023 | 15 860 / 15 518     | 6 401                               | 2 104           | 3 453                    | 3 560                        |                                                             |
| 2024 | 12 473              |                                     | 1 724           | 2 483                    | 3 352                        |                                                             |